# Starý zámek Jevišovice
Starý zámek Jevišovice este o arie protejată (arie specială de conservare — SAC, sit de importanță comunitară — SCI) din Republica Cehă întinsă pe o suprafață de 0,56 ha, integral pe uscat.

## Localizare
Centrul sitului Starý zámek Jevišovice este situat la coordonatele 48°59′27″N 15°59′18″E / 48.990833°N 15.988333°E.

## Înființare
Situl Starý zámek Jevišovice a fost declarat sit de importanță comunitară în aprilie 2005 pentru a proteja 1 specie de animale. Situl a fost protejat și ca arie specială de conservare în iulie 2015.

## Biodiversitate
Situată în ecoregiunea continentală, aria protejată nu include niciun habitat protejat.
La baza desemnării sitului se află o specie protejată de  mamifere: liliac comun (Myotis myotis).